# Far til fire

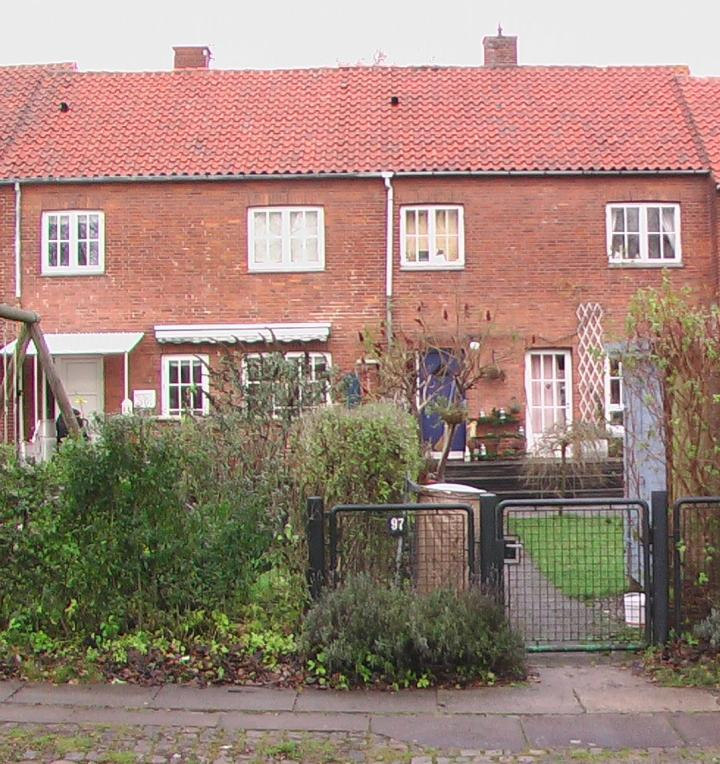
Blomstervænget 103, Lyngby. In de film wordt eenzelfde huis gebruikt als dit huis.

Far til fire (Deens voor Vader van vier) is een Deense filmreeks over een familie, bestaande uit een vader (Far) met zijn vier kinderen Søs, de tweeling Ole en Mie en de jongste Lille Per, gebaseerd op een stripverhalenreeks.

## Geschiedenis
De Deen Kaj Engholm tekende van 1948 tot zijn dood in 1988 verschillende stripreeksen over deze fictieve familie. Olav Hast schreef de teksten. De strip werd tot en met 1955 in de Deense krant Politiken gedrukt, daarna in Berlingske Tidende tot en met 1988. De serie werd ook in een reeks stripalbums uitgegeven. Later werden er ook boeken over geschreven, films uitgebracht en toneelstukken opgevoerd. Door het succes van de stripverhalen werd er al na vijf jaar besloten om hierover speelfilms te gaan maken. Er kwam een eerste serie van acht films die tussen 1953 en 1961 werden uitgebracht in Denemarken onder de regie van Alice O'Fredericks. Deze werden opgenomen in de ASA filmstudio in Lyngby. In 1971 regisseerde een van de hoofdrolspelers, Ib Mossin, voor Panorama Film een negende film. Tussen 2005 en 2010 werden nog eens vier films uitgebracht door Asa film, in samenwerking met Scanbox.

## Filmserie

### Rollen
- Far: Ib Schønberg (in film 1 en 2 - later vervangen door Karl Stegger)
- Søs: Birgitte Price (in film 1 t/m 6, later vanwege zwangerschap vervangen door Else Hvidhøj en Hanne Borchsenius)
- Ole: Otto Møller Jensen
- Mie: Rudi Hansen
- Lille Per: Ole Neumann
- Onkel Anders: Peter Malberg
- Fru (Agnes) Sejersen: Agnes Rehni
- Peter Mortensen: Ib Mossin

### De serie films

#### Eerste reeks
De eerste reeks van acht films werd uitgebracht in de periode van 1953 tot 1961:
| Jaar | Originele titel             | Aantekeningen                                                               |
| ---- | --------------------------- | --------------------------------------------------------------------------- |
| 1953 | Far til fire                |                                                                             |
| 1954 | Far til fire i sneen        |                                                                             |
| 1955 | Far til fire på landet      | Na de dood van Ib Schønberg is de rol van Far overgenomen door Karl Stegger |
| 1956 | Far til fire i byen         |                                                                             |
| 1957 | Far til fire og onkel Sofus |                                                                             |
| 1958 | Far til fire og ulveungerne |                                                                             |
| 1959 | Far til fire på Bornholm    | Søs werd in deze film gespeeld door Else Hvidhøj                            |
| 1960 | Far til fire med fuld musik | Søs werd in deze film gespeeld door Hanne Borchsenius                       |

Far til fire (1953) draaide in 1955 in de Nederlandse bioscopen onder de titel Zolang de lepel in de brijpot staat.

#### Tweede reeks
Een film werd uitgebracht in 1971:
| Jaar | Originele titel           | Aantekeningen                                                                      |
| ---- | ------------------------- | ---------------------------------------------------------------------------------- |
| 1971 | Far til fire i højt humør | Daar de karakters niet verouderden was de originele bezetting niet meer bruikbaar. |

#### Derde reeks
Onder de regie van Claus Bjerre werden in de periode 2005 - 2012 zes films uitgebracht:
| Jaar | Originele titel                    | Aantekeningen                           |
| ---- | ---------------------------------- | --------------------------------------- |
| 2005 | Far til fire - gi'r aldrig op      | Première in de herfstvakantie van 2005  |
| 2006 | Far til fire - i stor stil         | Première op 25 december 2006.           |
| 2008 | Far til fire - på hjemmebane       | Première in de herfstvakantie van 2008. |
| 2010 | Far til fire - på japansk          | Première op 4 februari 2010.            |
| 2011 | Far til fire - tilbage til naturen | Première in de herfstvakantie van 2011. |
| 2012 | Far til fire - til søs             | Premiere in de herfstvakantie van 2012. |

### Liedjes
Voor deze films zijn veel nog steeds in Denemarken bekende liedjes geschreven:
- Det er sommer, det er sol og det er søndag
- Bornholm, Bornholm, Bornholm[5]
- Go' Morgen, Go' Morgen
- Den første forårsdag
- Til julebal i Nisseland
- Hej for dig, og Hej for mig

De meeste liederen werden gecomponeerd door Sven Gyldmark.

## Boeken
Gebaseerd op de filmscripts zijn er ook boeken uitgekomen:
- Paa sommerferie med Far til fire (1956), geschreven door Gitte Palsby
- Til køreprøve med Far til Fire (1958), geschreven door Olav Hast
- Til landskamp med Far til Fire (1959), geschreven door Gitte Palsby

## Theater
- Teatret Bag Kroen in Charlottenlund voert sinds 1997 het toneelstuk Far til fire holder jul op.